# Томська ТЕС-2
56°28′18″ пн. ш. 84°59′48″ сх. д. / 56.47167° пн. ш. 84.99667° сх. д.
Томська ТЕС-2 — теплова електростанція у Томській області Росії. 
В 1945 році на майданчику станції стало до ладу постачене союзниками (чи то по ленд-лізу, чи то з Великобританії) обладнання першої черги – два парові котла продуктивністю по 60 тон пари на годину та парова турбіна потужністю 12,5 МВт.  
В 1952-му ввели в дію другу чергу, яка отримала вивезені з раніше підконтрольної японцям Маньчжурії паровий котел від Babcock & Wilcox (станційний номер 3) та парову турбіну виробництва швейцарської Brown, Boveri & Cie потужністю 25 МВт (номер 2).
Вже у 1953-му стала до ладу третя черга, яка отримала обладнання радянського виробництва – два парові котла Таганрозького котельного заводу типу ТП-230 продуктивністю по 230 тон пари на годину (номери 4 та 5) і парову турбіну Ленінградського металічного заводу типу К-50-2М потужністю 50 МВт (номер 3).
В 1958 – 1960 роках ввели в дію четверту чергу у складі трьох парових котлів Таганрозького котельного заводу типу ТП-230 продуктивністю по 230 тон пари на годину (номери 6 – 8) та чотирьох парових турбін:
- турбіни виробництва Брянського машинобудівного заводу типу Р-12-90 потужністю 12 МВт (номер 4);
- введеної в 1958-му ще однієї турбіни Ленінградського металічного заводу типу К-50-2М потужністю 50 МВт (номер 5); 
- запущеної в 1959-му турбіни Уральського турбінного заводу типу ВПТ-25-3 потужністю 25 МВт (номер 6);  
- введеної в 1960-му турбіни Ленінградського металічного заводу типу ПТ-60-90/13 потужністю 60 МВт (номер 7).
Таким чином, загальна потужність ТЕЦ досягнула 224,5 МВт.
До 1973-го турбіни №3 та №5 були модернізовані у теплофікаційні типу Т-43-90 зі зменшенням потужності до 43 МВт. Що стосується котельного господарства, то в 1971-му змонтували додатковий паровий котел виробництва Барнаульського котельного заводу типу БКЗ-220-100-4 продуктивністю 220 тон пари на годину, а в 1981-му такий саме котел встановили замість котла №3.
В 1986, 1988 та 1994 роках котельне господарство підсилили трьома паровими котлами від Барнаульського котельного заводу типу БКЗ-210-140 продуктивністю по 210 тон пари на годину, а в 1997-му запустили парову турбіну Ленінградського металічного заводу типу Т-118/125-130-8 потужністю 110 МВт (потужність обмежена можливостями генератора).
В 2000-му застарілі турбіни №2 та №4 вивели з експлуатації (ще раніше це відбулось з обладнанням першої черги).
В 2009-му на місці турбіни №2 ввели в дію нову виробництва концерну «Силові машини» типу Т-50/60-8,8 потужністю 50 МВт. Таким чином, загальний показник станції досягнув 331 МВт при тепловій потужності у 815 Гкал/год.
Як паливо ТЕС використовує вугілля, до якого з 1980-го додався природний газ, що надійшов до регіону по трубопроводу Нижньовартовськ – Кузбас. 
Для видалення продуктів згоряння призначені два димарі заввишки по 100 метрів.
Для технологічних потреб використовується вода з річки Том.
Видача продукції відбувається по ЛЕП, що працюють під напругою 110 кВ та 35 кВ.